# U-Bahn-Station Josefstädter Straße
Die Station Josefstädter Straße ist ein oberirdischer U-Bahnhof der Linie U6 der Wiener U-Bahn. Das denkmalgeschützte Aufnahmsgebäude hat die Anschrift Josefstädter Straße 84. Die Haltestelle liegt an der Grenze zwischen dem 8. und dem 16. Wiener Gemeindebezirk und befindet sich am Mittelstreifen entlang des Gürtels zwischen dem Ausgang der Josefstädter Straße und dem Uhlplatz. Beherrscht wird der östliche Ausgang der Station durch die zwischen 1886 und 1898 im Stil der italienischen Frührenaissance errichtete Breitenfelder Pfarrkirche. Es besteht die Möglichkeit, auf die Straßenbahnlinie 2 in Richtung Ottakring beziehungsweise Friedrich-Engels-Platz umzusteigen. An Werktagen außer Samstag hält hier auch die Linie 33, deren Schleife sich hier befindet. An Sonn- und Feiertagen dient die Gleisanlage in den frühen Morgenstunden der Straßenbahnlinie 5 zum Wenden.
Die Hochbahnstation verfügt über zwei Seitenbahnsteige, wurde ursprünglich für die Gürtellinie der Wiener Dampfstadtbahn errichtet und von Otto Wagner im Auftrag der Commission für Verkehrsanlagen in Wien gestaltet, wie die anderen Stationen am Gürtel wurde sie an Stelle eines Stadttors des ehemaligen Linienwalls gebaut. Ihre bauliche Fertigstellung erfolgte im Dezember 1895, die Inbetriebnahme am 1. Juni 1898. Nach dem Ersten Weltkrieg wurde sie vorübergehend geschlossen und 1925 im Rahmen der neuen Wiener Elektrischen Stadtbahn wiedereröffnet. Außer den reinen Stadtbahnlinien bediente von 1925 bis 1945 zusätzlich auch die kombinierte Straßen- und Stadtbahnlinie 18G die Station. 1989 erfolgte die Betriebsaufnahme der U6.
Die Station wird ost- wie westseitig durch die typischen grünlackierten Schwingtüren betreten. Von der Aufnahmehalle führen zwei Stiegenanlagen zu den Bahnsteigen. Diese sind größtenteils durch seitliche Trapezdächer vor Niederschlag geschützt. Großzügige Fensterfronten geben den Blick auf inneren und äußeren Gürtel frei. Von der Aufnahmehalle führen zwei Aufzüge zu den Bahnsteigen, womit die Station als barrierefrei gilt. Die Fassaden des Aufnahmsgebäudes sind weitgehend in Fensterflächen aufgelöst und besitzen zurückhaltende Stuckdekorationen. Im südlichen Teil des Gebäudes, im in die Station integrierten Stadtbahnbogen Nummer 42, befindet sich das Traditionsbeisl „Carina“, im nördlichen eine städtische Einrichtung für Obdachlose.
In der Umgebung der Station befindet sich der Brunnenmarkt mit dem Yppenviertel und die Ausgehmeile entlang des Gürtels. Nach der teilweisen Auflösung der seit den 1980er Jahren bestehenden offenen Drogenszene am Karlsplatz im Jahr 2010 hat sich in und um die Station eine neue Szene gebildet, weil ein Teil der Süchtigen hierher ausgewichen ist.
Der vormals desolate Zustand der Station veranlasste die Wiener Linien 2011, das Gebäude zu sanieren, die Arbeiten dauerten bis 2013.

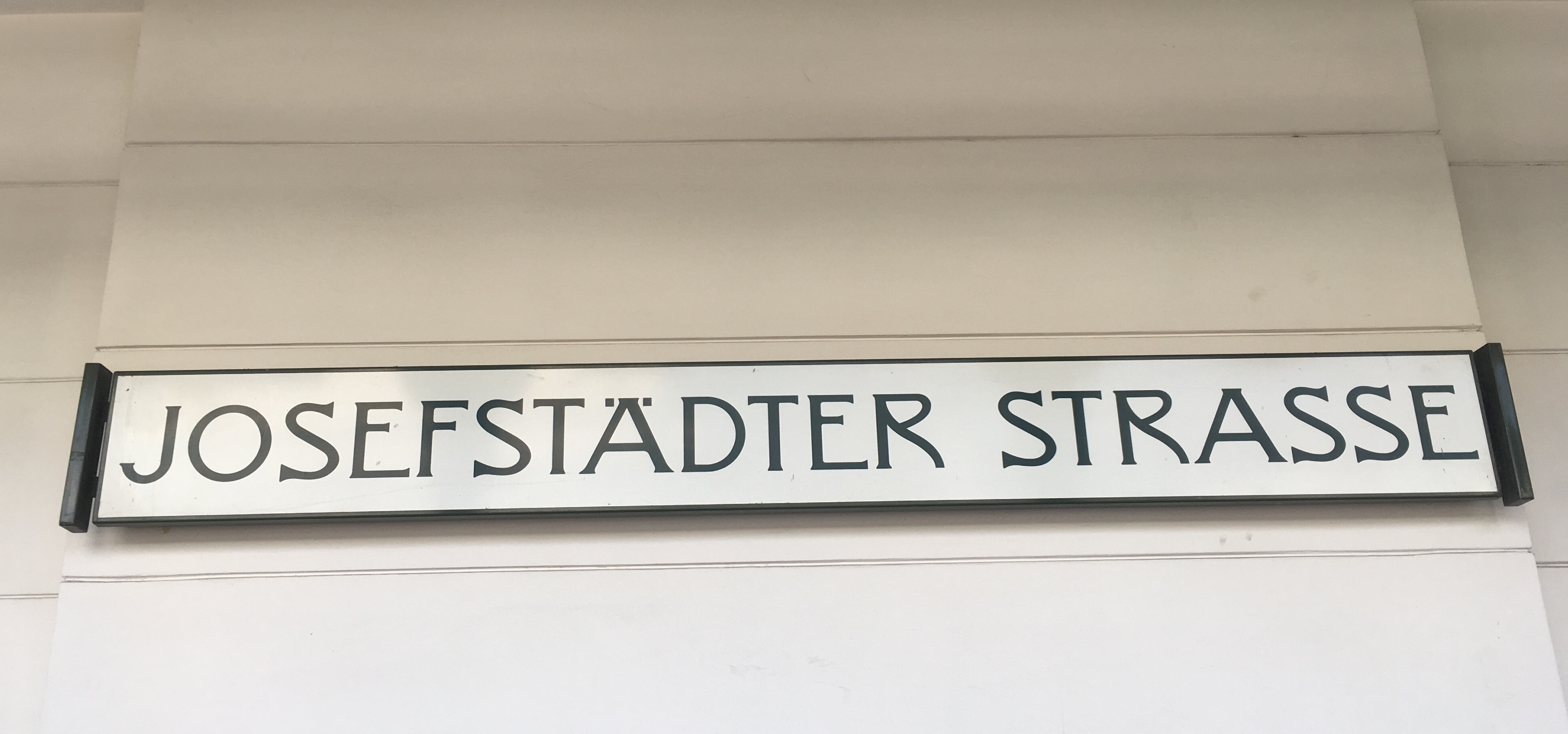
Stationsschild
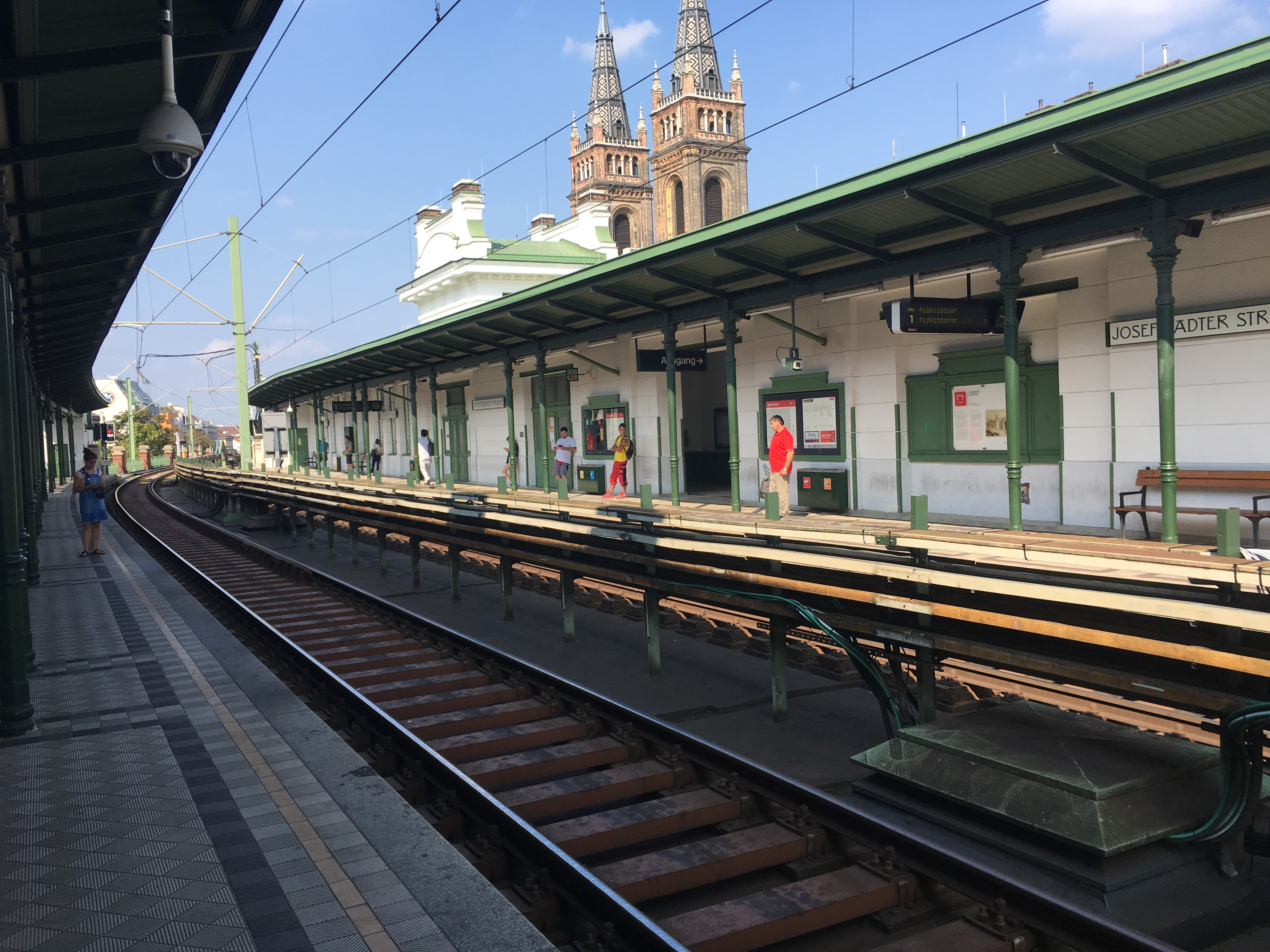
Die Bahnsteige im Jahr 2019, im Hintergrund die Breitenfelder Pfarrkirche
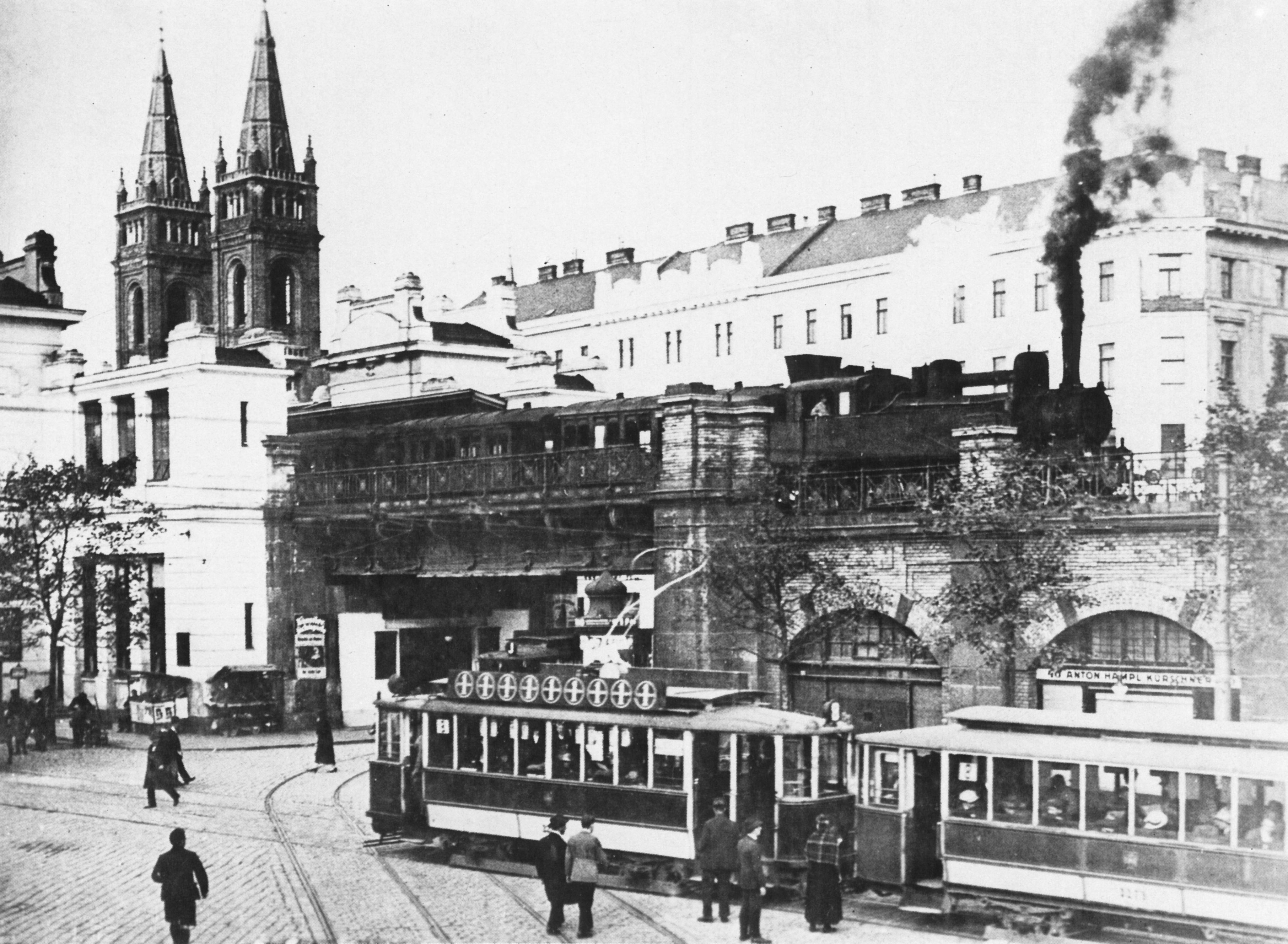
Historische Aufnahme vor der Elektrifizierung
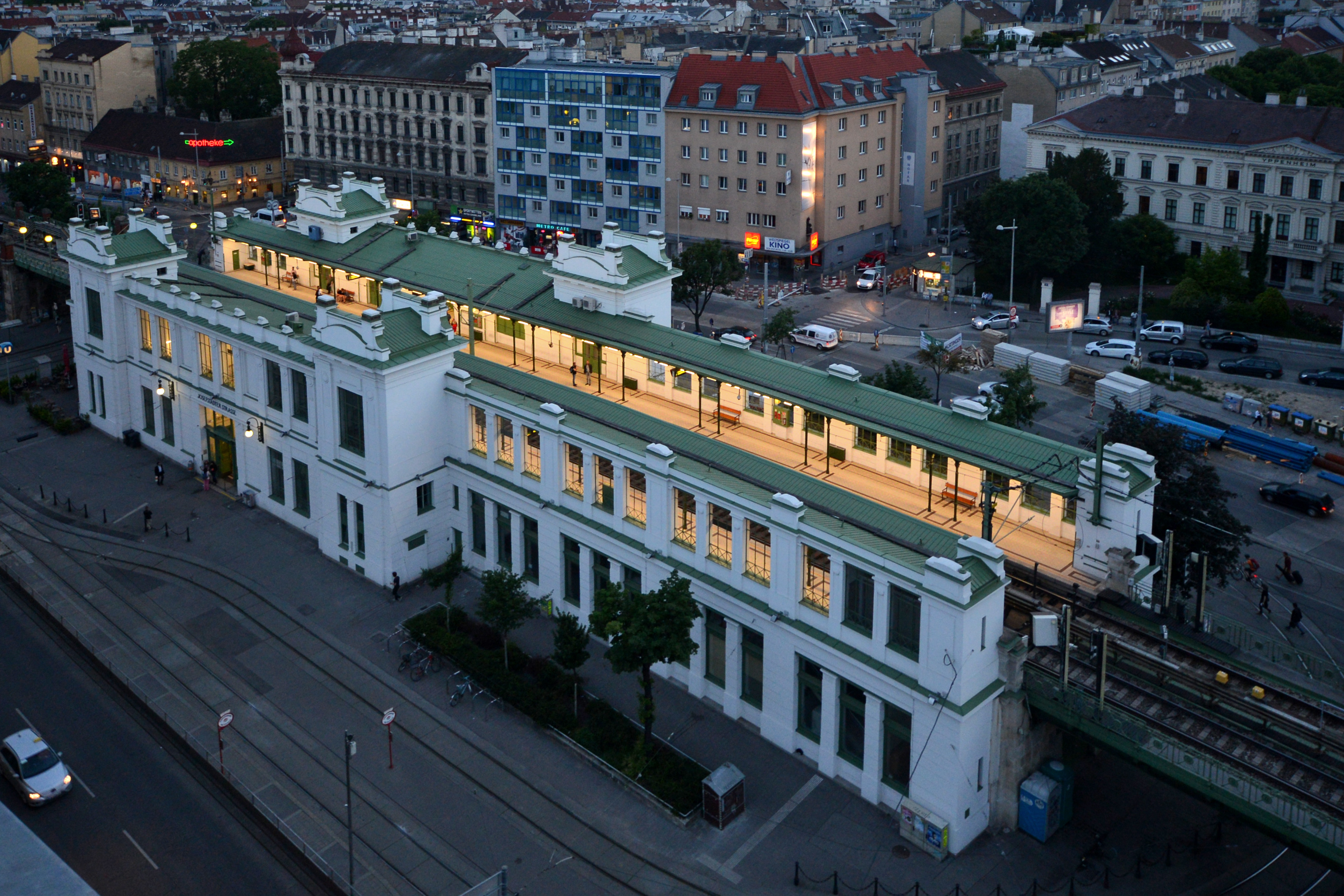
Die Station von der Breitenfelder Pfarrkirche aus gesehen (2014)